# Кошикороб оріноцький
Кошикороб оріноцький (Thripophaga cherriei) — вид горобцеподібних птахів родини горнерових (Furnariidae). Ендемік Венесуели. Вид названий на честь американського натураліста Джорджа Крака Черрі.

## Опис
Довжина птаха становить 18 см. Верхня частина тіла рудувато-коричнева, крила і хвіст більш яскраві. Над очима малопомітні білувато-охристі «брови», на горлі оранжева пляма. Нижня частина тіла оливково-коричнева, сильно поцяткована вузькими білувато-охристими смужками.

## Поширення і екологія
Ареал оріноцьких кошикоробів невеликий і обмежений долинами кількох приток річки Ориноко (Каньо-Капуана, Каньо-Гуачарака і Каньо-Груя) у венесуельському штаті Амасонас. Вони живуть у чагарниковому підліску вологих варзейських лісів, на висоті 120 м над рівнем моря.

## Збереження
МСОП класифікує цей вид як уразливий. За оцінками дослідників, популяція оріноцьких коширокоробів становить від 350 до 1500 птахів. Це досить поширений вид у межах свого невеликого оанлу, якому, однак, може загрожувати знищення природного середовища.